# Dayna Smith
Pour les articles homonymes, voir Smith.
Dayna Smith, née en 1962 à Minot au Dakota du Nord, est une photographe américaine. Elle est récipiendaire du World Press Photo of the Year.